# Gandiva
Gandiva ( IAST : Gandiva; sanskrit : गाण्डीव) est l'arc d'Arjuna , l'un des pandavas de l'épopée hindoue Mahabharata. Il a été fabriqué par Brahmā ,. 

## Mythologie
Agni, le dieu du feu, voulait dévorer la forêt de Khandava pour retrouver son pouvoir et sa splendeur.  Il avait sollicité l'aide des deux héros, Krishna et Arjuna. Ce dernier était l’un des plus grands archers de tous les temps et demandait à Agni un arc qui convienne à sa force, à ses compétences et à la puissance des armes célestes. 
Agni a fourni aux héros les armes qu'ils voulaient. Il donna l'arc de Gandiva à Arjuna, ainsi que deux carquois qui fourniraient un nombre inépuisable de flèches,. 
Pendant la guerre de Kurukshetra, beaucoup redoutaient l'arme, ayant vaincu et tué de nombreux grands guerriers même certains dieux. 

## Caractéristiques
Le Gandiva représente la confiance en soi du porteur, sa confiance en soi qui découle de son dur travail et de son dur labeur . L'arc était bien orné et il est dit qu'il équivaut à cent mille arcs. Il était également incapable d'être endommagé et était adoré par les célestes et les Gandharvas. 

## Retour aux dieux
À la fin du dwapar yuga, Krishna quitta le monde des mortels et partit pour Vaikuntha.  Arjuna ne pouvait pas bander l'arc, ni se souvenir des sorts nécessaires pour appeler ses armes célestes. Plus tard, les pandavas se sont retirés et se sont rendus dans l’Himalaya. Sur leur route, Agni est apparu et a demandé à Arjuna de ramener le Gandiva à Varuna. Arjuna le jeta dans la mer. Ainsi, l'arc céleste fut rendu aux dieux. 